# Campionato cecoslovacco di rugby a 15
La Československá Rugbyová Liga fu il massimo campionato di rugby a 15 della Cecoslovacchia.
Esso si tenne dalla stagione 1928-29 fino al 1991-92, anno della separazione del Paese in Repubblica Ceca e Slovacchia.
Il palmarès del campionato cecoslovacco è unificato a quello del campionato della Repubblica Ceca, che ha anche ereditato il titolo sportivo del disciolto Paese a livello internazionale.
A vincere il maggior numero di titoli fu la società oggi nota come Rugby Club Praga, all'epoca sotto diverse denominazioni (LTC Praga, TJ Praga, TJ Spartak Praga).
A seguire, tra le altre squadre ad avere vinto più di 10 titoli, la sezione rugby dello Slavia Praga con 13 e il RC Vyškov con 11.
Dette tre formazioni tuttora competono nella massima divisione della Repubblica Ceca.
Il campionato fu vinto solo da formazioni ceche; l'unica nel palmarès che abbia rappresentato la Slovacchia è il VTJ Pardubice, che tra il 1957 e il 1961 ebbe sede a Bratislava e fu noto come Dukla, ma che in tale periodo non vinse titoli nazionali, essendo diventata campione come ATK Praga, ÚDA Praga e Dukla Přelouč.

## Albo d'oro
| Edizione | Vincitore     |
| -------- | ------------- |
| 1928-29  | Slavia Praga  |
| 1929-30  | Slavia Praga  |
| 1930-31  | Sparta Praga  |
| 1931-32  | Slavia Praga  |
| 1932-33  | Slavia Praga  |
| 1933-34  | Slavia Praga  |
| 1947-48  | LTC Praga     |
| 1948-49  | ATK Praga     |
| 1949-50  | Brno          |
| 1950-51  | ATK Praga     |
| 1951-52  | ATK Praga     |
| 1952-53  | ÚDA Praga     |
| 1953-54  | ÚDA Praga     |
| 1954-55  | Spartak Praga |
| 1955-56  | Dinamo Praga  |
| 1956-57  | Dinamo Praga  |
| 1957-58  | Dinamo Praga  |
| 1958-59  | Dinamo Praga  |
| 1959-60  | Spartak Praga |
| 1960-61  | Dinamo Praga  |
| 1961-62  | Spartak Praga |
| 1962-63  | Spartak Praga |
| 1963-64  | Slavia Praga  |
| 1964-65  | Brno          |

| Edizione | Vincitore     |
| -------- | ------------- |
| 1965-66  | Spartak Praga |
| 1966-67  | Sparta Praga  |
| 1967-68  | Sparta Praga  |
| 1968-69  | Slavia Praga  |
| 1969-70  | Dukla Přelouč |
| 1970-71  | Slavia Praga  |
| 1971-72  | TJ Praga      |
| 1972-73  | Sparta Praga  |
| 1973-74  | Vyškov        |
| 1974-75  | Vyškov        |
| 1975-76  | Vyškov        |
| 1976-77  | Vyškov        |
| 1977-78  | Vyškov        |
| 1978-79  | Vyškov        |
| 1979-80  | Vyškov        |
| 1980-81  | Vyškov        |
| 1981-82  | TJ Praga      |
| 1982-83  | TJ Praga      |
| 1983-84  | TJ Praga      |
| 1984-85  | Vyškov        |
| 1985-86  | TJ Praga      |
| 1986-87  | TJ Praga      |
| 1987-88  | TJ Praga      |
| 1988-89  | Vyškov        |
| 1989-90  | Sparta Praga  |
| 1990-91  | Vyškov        |
| 1991-92  | TJ Praga      |